# Gabriel Campillo
Pour les articles homonymes, voir Campillo.
Gabriel Campillo est un boxeur espagnol né le 19 décembre 1978 à Madrid.

## Carrière
Champion d'Espagne en 2005 puis d'Europe le 8 mars 2009, il devient champion du monde des mi-lourds WBA le 20 juin 2009 en battant aux points l'argentin Hugo Hernán Garay. Campillo conserve sa ceinture toujours aux points le 15 août aux dépens de Beibut Shumenov mais perd le combat revanche organisé à Las Vegas le 29 janvier 2010.